# Tamenus insularis
Espèce
Tamenus insularis est une espèce de pseudoscorpions de la famille des Atemnidae.

## Distribution
Cette espèce est endémique de Bioko en Guinée équatoriale.

## Publication originale
- Beier, 1932 : Revision der Atemnidae (Pseudoscorpionidea). Zoologische Jahrbücher, Abteilung für Systematik, Ökologie und Geographie der Tiere, vol. 62, p. 547-610.